# Bababui 1

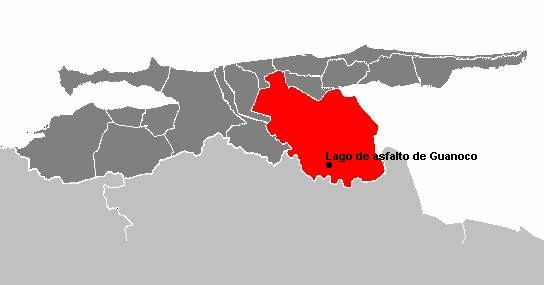
Localización del lago de asfalto de Guanoco en el Municipio Benítez, estado Sucre - Venezuela

Bababui 1 fue el primer pozo petrolífero profundo productor en Venezuela. La perforación se inició el 12 de agosto de 1912 por la empresa New York & Bermúdez Company y finalizó el 15 de agosto de 1913 cuando se halló petróleo a 188 m (615,5 pies) de profundidad

## Ubicación
El pozo Bababui 1 se perforó al sureste del estado Sucre en el Municipio Benítez, en lo que se denominó como campo Guanoco ubicado 65 km al noreste de la ciudad de Maturín, estado Monagas en las cercanías de la población de Guanoco 10°8′53″N 62°56′16″O / 10.14806, -62.93778 y del Lago de asfalto de Guanoco 10°8′53″N 62°56′16″O / 10.14806, -62.93778.

## Historia
El 7 de mayo de 1883 Horacio R. Hamilton y Jorge A. Phillips reciben la concesión para explotar el Lago de asfalto de Guanoco la cual es transferida a la New York & Bermúdez Company el 16 de noviembre de 1885.
Para el año 1912 la New York & Bermúdez Company pretende expandir sus actividades en la zona y cumplir con obligaciones contractuales de la concesión. En este sentido inicia actividades exploratorias en las cercanías de la comunidad de Guanoco y un año más tarde el 15 de agosto de 1913 se logra extraer un petróleo muy pesado del pozo Bababui 1.
Adicionalmente la New York & Bermúdez Company perforará unos 16 pozos productores además de otros 20 pozos de poca profundidad (aproximadamente 30 m) dando origen al campo petrolero de Guanoco. Lamentablemente debido a la alta viscosidad del petróleo y las complicaciones que se presentaban para su producción se abandonan los pozos.